# Nakhon Si Thammarat
Nakhon Si Thammarat (tiếng Thái: นครศรีธรรมราช, phát âm [náʔkʰɔːn sǐː tʰammarâːt] Nákhon Sỉ Thămmarát) là thành phố ở miền Nam Thái Lan, tỉnh lị của tỉnh Nakhon Si Thammarat và huyện lị của huyện Nakhon Si Thammarat. Thành phố này là trung tâm hành chính miền Nam Thái Lan trong suốt lịch sử Xiêm La.
Năm 2005, dân số thành phố này là 105.417 người. Trung tâm thành phố hiện nay nằm quanh ga tàu lửa về phía bắc Cổ thành.

## Lịch sử

Vương quốc cổ Langkasuka.

Thành phố Nakhon Si Thammarat là một trong những thành phố cổ nhất miền Nam Thái Lan nhưng nguồn gốc thì không rõ ràng, nhiều nhà sử học dựa vào ghi chép Trung Hoa xem của vương quốc Tambralinga là tiền thân của Nakhon Si Thammarat. Vào thời kỳ của vương quốc Sukhothai, vương quốc Nakhon Si Thammarat nằm dưới kiểm soát của Xiêm La. Vào thế kỷ 16, các lái buôn châu Âu gọi thành phố này là Ligor.

## Khí hậu
| Dữ liệu khí hậu của Nakhon Si Thammarat (1981-2010)                               | Dữ liệu khí hậu của Nakhon Si Thammarat (1981-2010) | Dữ liệu khí hậu của Nakhon Si Thammarat (1981-2010) | Dữ liệu khí hậu của Nakhon Si Thammarat (1981-2010) | Dữ liệu khí hậu của Nakhon Si Thammarat (1981-2010) | Dữ liệu khí hậu của Nakhon Si Thammarat (1981-2010) | Dữ liệu khí hậu của Nakhon Si Thammarat (1981-2010) | Dữ liệu khí hậu của Nakhon Si Thammarat (1981-2010) | Dữ liệu khí hậu của Nakhon Si Thammarat (1981-2010) | Dữ liệu khí hậu của Nakhon Si Thammarat (1981-2010) | Dữ liệu khí hậu của Nakhon Si Thammarat (1981-2010) | Dữ liệu khí hậu của Nakhon Si Thammarat (1981-2010) | Dữ liệu khí hậu của Nakhon Si Thammarat (1981-2010) | Dữ liệu khí hậu của Nakhon Si Thammarat (1981-2010) |
| Tháng                                                                             | 1                                                   | 2                                                   | 3                                                   | 4                                                   | 5                                                   | 6                                                   | 7                                                   | 8                                                   | 9                                                   | 10                                                  | 11                                                  | 12                                                  | Năm                                                 |
| --------------------------------------------------------------------------------- | --------------------------------------------------- | --------------------------------------------------- | --------------------------------------------------- | --------------------------------------------------- | --------------------------------------------------- | --------------------------------------------------- | --------------------------------------------------- | --------------------------------------------------- | --------------------------------------------------- | --------------------------------------------------- | --------------------------------------------------- | --------------------------------------------------- | --------------------------------------------------- |
| Cao kỉ lục °C (°F)                                                                | 34.4 (93.9)                                         | 35.5 (95.9)                                         | 37.6 (99.7)                                         | 38.9 (102.0)                                        | 38.1 (100.6)                                        | 37.8 (100.0)                                        | 38.5 (101.3)                                        | 37.6 (99.7)                                         | 37.7 (99.9)                                         | 35.8 (96.4)                                         | 35.4 (95.7)                                         | 32.7 (90.9)                                         | 38.9 (102.0)                                        |
| Trung bình ngày tối đa °C (°F)                                                    | 30.4 (86.7)                                         | 31.5 (88.7)                                         | 32.9 (91.2)                                         | 34.0 (93.2)                                         | 34.0 (93.2)                                         | 34.0 (93.2)                                         | 33.8 (92.8)                                         | 33.7 (92.7)                                         | 33.1 (91.6)                                         | 31.8 (89.2)                                         | 30.2 (86.4)                                         | 29.6 (85.3)                                         | 32.4 (90.3)                                         |
| Trung bình ngày °C (°F)                                                           | 26.0 (78.8)                                         | 26.5 (79.7)                                         | 27.4 (81.3)                                         | 28.4 (83.1)                                         | 28.2 (82.8)                                         | 28.2 (82.8)                                         | 27.9 (82.2)                                         | 27.8 (82.0)                                         | 27.3 (81.1)                                         | 26.7 (80.1)                                         | 26.1 (79.0)                                         | 25.7 (78.3)                                         | 27.2 (81.0)                                         |
| Tối thiểu trung bình ngày °C (°F)                                                 | 22.1 (71.8)                                         | 22.0 (71.6)                                         | 22.7 (72.9)                                         | 23.7 (74.7)                                         | 24.0 (75.2)                                         | 24.0 (75.2)                                         | 23.6 (74.5)                                         | 23.5 (74.3)                                         | 23.2 (73.8)                                         | 23.1 (73.6)                                         | 23.0 (73.4)                                         | 22.5 (72.5)                                         | 23.1 (73.6)                                         |
| Thấp kỉ lục °C (°F)                                                               | 18.0 (64.4)                                         | 17.6 (63.7)                                         | 18.3 (64.9)                                         | 20.2 (68.4)                                         | 21.1 (70.0)                                         | 19.6 (67.3)                                         | 20.1 (68.2)                                         | 20.8 (69.4)                                         | 20.0 (68.0)                                         | 20.6 (69.1)                                         | 18.9 (66.0)                                         | 18.0 (64.4)                                         | 17.6 (63.7)                                         |
| Lượng mưa trung bình mm (inches)                                                  | 145.4 (5.72)                                        | 68.0 (2.68)                                         | 89.7 (3.53)                                         | 107.0 (4.21)                                        | 173.8 (6.84)                                        | 117.3 (4.62)                                        | 117.8 (4.64)                                        | 129.8 (5.11)                                        | 161.6 (6.36)                                        | 303.0 (11.93)                                       | 631.2 (24.85)                                       | 451.6 (17.78)                                       | 2.496,3 (98.28)                                     |
| Số ngày mưa trung bình                                                            | 12.5                                                | 5.1                                                 | 7.3                                                 | 8.6                                                 | 16.5                                                | 13.0                                                | 13.9                                                | 14.4                                                | 17.2                                                | 20.5                                                | 21.1                                                | 19.2                                                | 169.4                                               |
| Độ ẩm tương đối trung bình (%)                                                    | 84                                                  | 81                                                  | 80                                                  | 80                                                  | 81                                                  | 79                                                  | 79                                                  | 78                                                  | 82                                                  | 85                                                  | 87                                                  | 86                                                  | 82                                                  |
| Số giờ nắng trung bình tháng                                                      | 179.8                                               | 180.8                                               | 201.5                                               | 183.0                                               | 155.0                                               | 150.0                                               | 155.0                                               | 114.7                                               | 108.0                                               | 108.5                                               | 105.0                                               | 142.6                                               | 1.783,9                                             |
| Số giờ nắng trung bình ngày                                                       | 5.8                                                 | 6.4                                                 | 6.5                                                 | 6.1                                                 | 5.0                                                 | 5.0                                                 | 5.0                                                 | 3.7                                                 | 3.6                                                 | 3.5                                                 | 3.5                                                 | 4.6                                                 | 4.9                                                 |
| Nguồn 1: Cục Khí tượng Thái Lan                                                   |                                                     |                                                     |                                                     |                                                     |                                                     |                                                     |                                                     |                                                     |                                                     |                                                     |                                                     |                                                     |                                                     |
| Nguồn 2: Cơ quan Quản lý Nước và Thủy văn, Cục Thủy lợi Hoàng gia (nắng và độ ẩm) |                                                     |                                                     |                                                     |                                                     |                                                     |                                                     |                                                     |                                                     |                                                     |                                                     |                                                     |                                                     |                                                     |

## Wat Phra Mahathat Woromaha Vihan

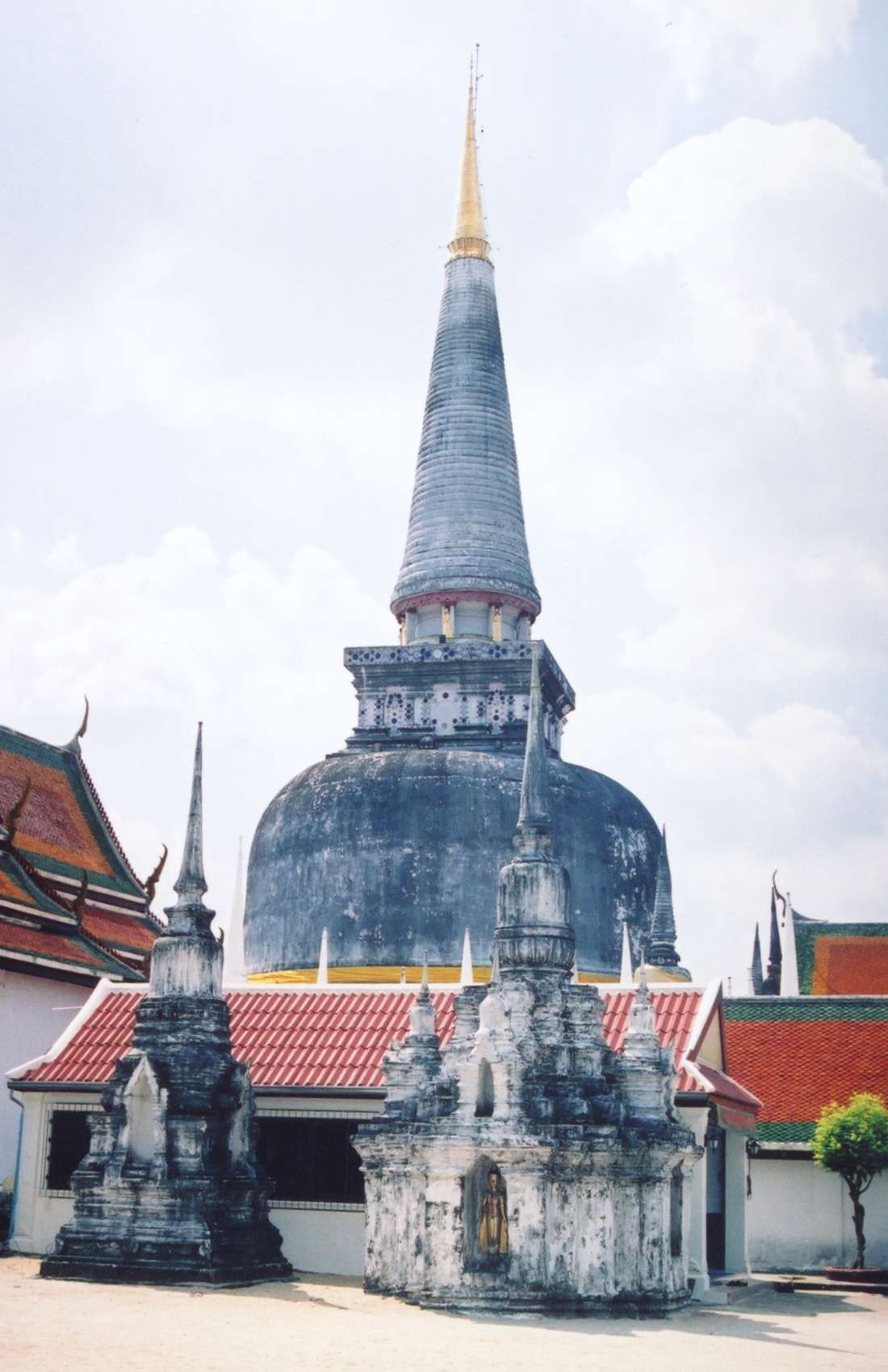
Chedi Phra Baromathat

Wat Phra Mahathat (Thai วัดพระมหาธาตุวรมหาวิหาร) là ngôi chùa quan trọng nhất của Nakhon Si Thammarat và miền Nam Thái Lan. Ngôi đền này được xây vào thời kỳ thành lập thành phố.

## Cổ thành

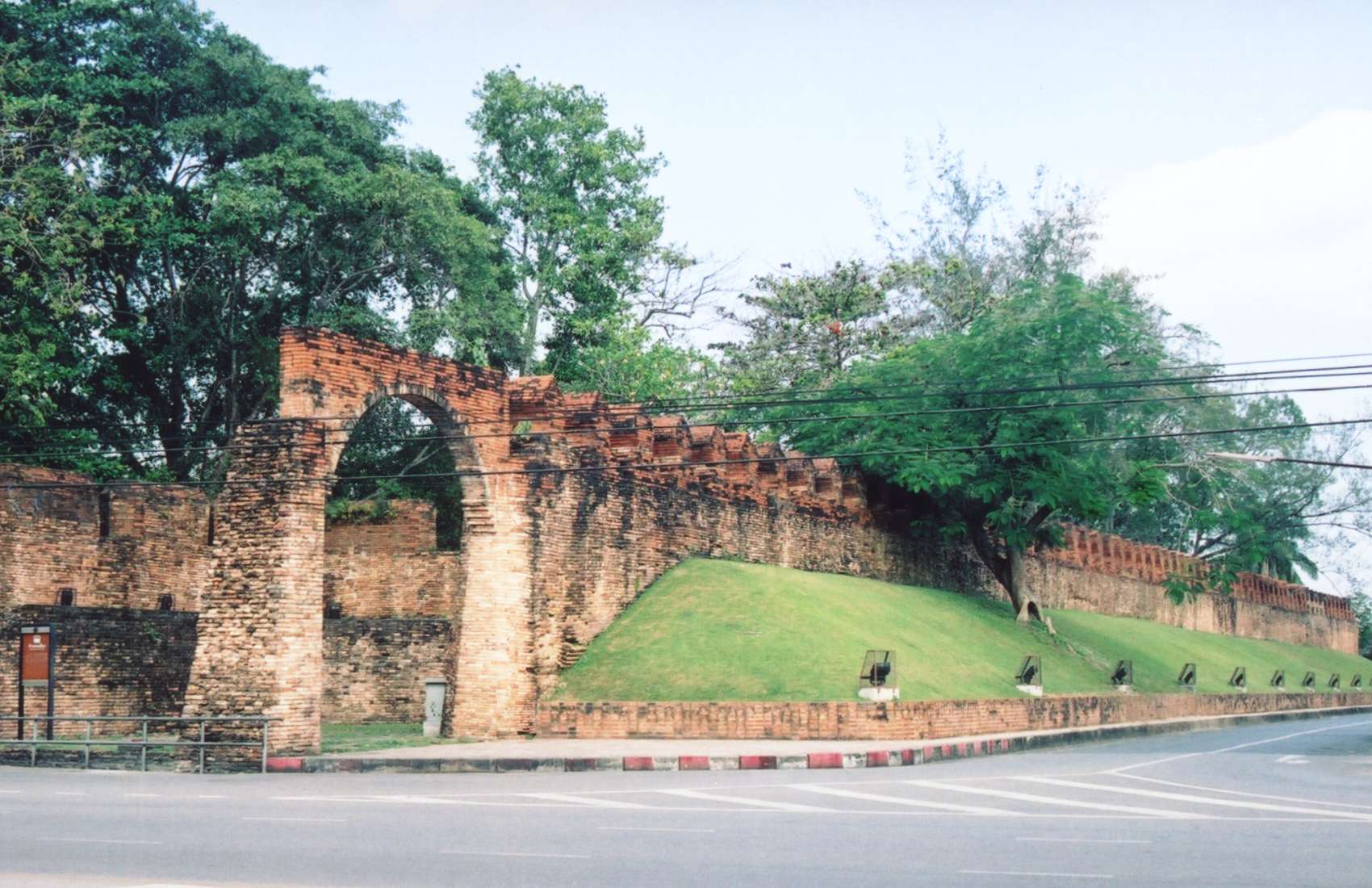
Cổng Bắc cổ thành

Cổ thành Nakhon Si Thammarat đông tây đo được 456 m, bắc nam là 2238 m, với diện tích 1 km². Mặt bắc cổ thành chỉ trổ một cổng, gọi là Prathu Chai Nua hay Prathu Chai Sak. Mặt nam cũng trổ một cổng. Mặt đông thì có 3 cổng mở ra biển. Mặt tây có 5 cổng.
Ngày nay chỉ còn cổng Bắc tồn tại với một đoạn thành ngắn mặt Bắc.

## Bảo tàng
Bảo tàng quốc gia Nakhon Si Thammarat